# Ronan Leaustic
 (décembre 2019).
Ronan Léaustic, né le 1er juin 1968 à Brest, est un arbitre de football et haut-fonctionnaire français. Il est connu pour avoir été en 2001 l'arbitre du match Australie-Samoa américaines (score : 31-0). 
En parallèle de sa carrière d'arbitre FIFA entre 1999 et 2001, il poursuit une carrière de haut-fonctionnaire et a été sous-préfet de Château-Thierry (2016-2018), de Corte (2018-2021) puis d'Arcachon depuis 2021.

## Carrière sportive
Il a officié dans plusieurs compétitions majeures : 
- Coupe d'Océanie de football 2000 (2 matchs dont le match pour la troisième place)
- Championnat de l'OFC des moins de 20 ans 2001 (finale retour)
- Qualifications pour la Coupe du monde 2002 (3 matchs)